# Joaquín Lorenzo Luaces
Joaquín Lorenzo-Luaces Ferradas (La Habana, 6 de julio de 1826-ibídem, 7 de noviembre de 1867) fue un poeta cubano.
En 1856 fundó, junto con su amigo Fornaris, la revista La Piragua, donde sus versos y trabajos en prosa ganaron significativamente en cobertura. 
Colaboró en las décadas de 1850 y 1860 con varias revistas (Brisas de Cuba y El Cesto de Flores) y periódicos (El Regañón y Prensa de La Habana, entre otros). En 1859 recibió el premio del Liceo de La Habana por su oda «A Ciro Fiel» por la inmersión del cable submarino.

## Obras
- La Naturaleza
- Último amor
- El último día de Babilonia
- Caída de Misolongi
- La Luz
- La muerte de la bacante
- Tu falta
- Recuerdos de la infancia
- La pesca
- La fruta prohibida

Sus obras teatrales más conocidas son: El becerro de oro, El fantasmón de Aravaca y Una hora en la vida de una calavera, esta última fue la única que pudo estrenar en vida.